# Manuela González
Manuela González Daza (Bogotá, 14 de enero de 1977) es una actriz colombiana, reconocida por sus participaciones en telenovelas como Me llaman Lolita, El inútil, Ángel de la guarda, mi dulce compañía, La saga, negocio de familia, En los tacones de Eva, La bella Ceci y el imprudente, Popland! y El señor de los cielos.

## Biografía

### Educación
Manuela González tomó clases de arte dramático mientras terminaba el bachillerato en California, cerca de San Francisco. Al regresar a Colombia hizo seis semestres de comunicación social en la Pontificia Universidad Javeriana de Bogotá y se retiró de la universidad para estudiar actuación en talleres de diferentes maestros en artes escénicas.

### Vida personal
Manuela González estuvo casada con el libretista y guionista argentino Diego Vivanco.
Actualmente tiene una relación con Andrés Vasco con quien tuvo 2 hijos: Pedro y Alma.

## Filmografía

### Televisión
| Año       | Título                        | Personaje                               | Canal                          | País                                            |
| --------- | ----------------------------- | --------------------------------------- | ------------------------------ | ----------------------------------------------- |
| 1997      | La mujer en el espejo         | Diana Escobar                           | Canal A                        | Bandera de Colombia                             |
| 1998-1999 | Amor en forma                 | Paulina Serrano                         | Canal 1                        | Bandera de Colombia                             |
| 1999      | Verano del 98'                | Magda "Margarita"                       | Telefe                         | Bandera de Argentina                            |
| 1999-2000 | Me llaman Lolita              | Lola "Lolita" Rengifo Collazos (adulta) | Canal RCN                      | Bandera de Colombia                             |
| 2000-2001 | La baby sister                | Verónica Dávila                         | Caracol Television             | Bandera de Colombia                             |
| 2001      | Solterita y a la orden        | Valeria Dazza                           | Canal 1                        | Bandera de Colombia                             |
| 2001-2002 | El inútil                     | Miranda Lucía Zapata                    | Canal RCN                      | Bandera de Colombia                             |
| 2003      | Ángel de la guarda            | Carolina Falla                          | Telemundo / Caracol Television | Bandera de Colombia · Bandera de Estados Unidos |
| 2004-2005 | La saga, negocio de familia   | Estella Manrique Angarita               | Caracol Television             | Bandera de Colombia                             |
| 2006-2007 | En los tacones de Eva         | Lucía Carvajal Ortiz                    | Canal RCN                      | Bandera de Colombia                             |
| 2008      | Novia para dos                | Margarita Vera                          | Canal RCN                      | Bandera de Colombia                             |
| 2008      | Mujeres asesinas              | Claudia                                 | Canal RCN                      | Bandera de Colombia                             |
| 2009-2010 | La bella Ceci y el imprudente | Cecilia Ortiz                           | Caracol Television             | Bandera de Colombia                             |
| 2011      | Popland!                      | Katherine "K" McLean                    | MTV Latinoamérica              | Bandera de Colombia                             |
| 2011      | Infiltrados                   |                                         | Caracol Television             | Bandera de Colombia                             |
| 2012      | Susana y Elvira               | Sussana Sánchez                         | Serie Web                      | Bandera de Colombia                             |
| 2013      | Alias el Mexicano             | Rosmary Caiviedes                       | Canal RCN                      | Bandera de Colombia                             |
| 2013-2014 | Mentiras perfectas            | Catalina Uribe                          | Caracol Television             | Bandera de Colombia                             |
| 2013-2014 | El señor de los cielos        | Lorelay 'Lay' Cadena                    | Telemundo                      | Bandera de México · Bandera de Estados Unidos   |
| 2014      | Contra las cuerdas            | Helena Diaz                             | Canal RCN                      | Bandera de Colombia                             |
| 2014      | El chivo                      | Susana Sosa Machado                     | UniMas                         | Bandera de Colombia · Bandera de Estados Unidos |
| 2018      | La ley secreta                | Catalina Botero                         | Netflix                        | Bandera de Colombia                             |
| 2019      | Tormenta de amor              | Nuncia Pompeya                          | Canal RCN                      | Bandera de Colombia                             |
| 2021      | De brutas, nada 2             | Dora                                    | Prime Video                    | Bandera de México                               |
| 2023      | Tía Alison                    | Lorena Maldonado                        | Canal RCN                      | Bandera de Colombia                             |
| 2023-2025 | Perfil falso                  | Ángela Ferrer Barragán                  | Netflix                        | Bandera de Colombia                             |

### Reality
| Año  | Título               | Rol          | Canal     | País                |
| ---- | -------------------- | ------------ | --------- | ------------------- |
| 2022 | MasterChef Celebrity | Participante | Canal RCN | Bandera de Colombia |

## Premios y nominaciones

### Premios India Catalina
| Año  | Categoría                              | Telenovela o serie            | Resultado |
| ---- | -------------------------------------- | ----------------------------- | --------- |
| 2011 | Mejor actriz protagónica de telenovela | La bella Ceci y el imprudente | Nominada  |

### Premios Tu Mundo[6]
| Año  | Categoría               | Trabajos                 | Resultado |
| ---- | ----------------------- | ------------------------ | --------- |
| 2014 | Mejor actriz de reparto | El señor de los cielos 2 | Nominada  |

### Otros premios
- GES a la Actriz Colombiana con Proyección Internacional, por El inútil.
- Orquídea USA a la Actriz colombiana Joven, por El inútil.